# NGC 3334
NGC 3334 este o quasar situată în constelația Leul Mic. A fost descoperită în 17 martie 1787 de către William Herschel. Se află la o distanță de 103,87 megaparseci de Pământ.